# جین ایر
جِین ایر (به انگلیسی: Jane Eyre) رمانی از نویسنده انگلیسی شارلوت برونته است که در سال ۱۸۴۷ با نام مستعار او، کور بل، به چاپ رسید. این رمان درباره‌ی دختر یتیمی است که تنها دارایی‌اش چند فامیل بداخلاق و تحصیلاتش است. او موسیقی، نقاشی و فرانسه درس می‌دهد. محبوبیت جین ایر به‌خاطر ملودرام بودن داستان و کندوکاوی پرهیجان و تاثیر جین ایر بود. بر اساس این کتاب فیلم‌های متعددی نیز ساخته شده‌است.

## داستان

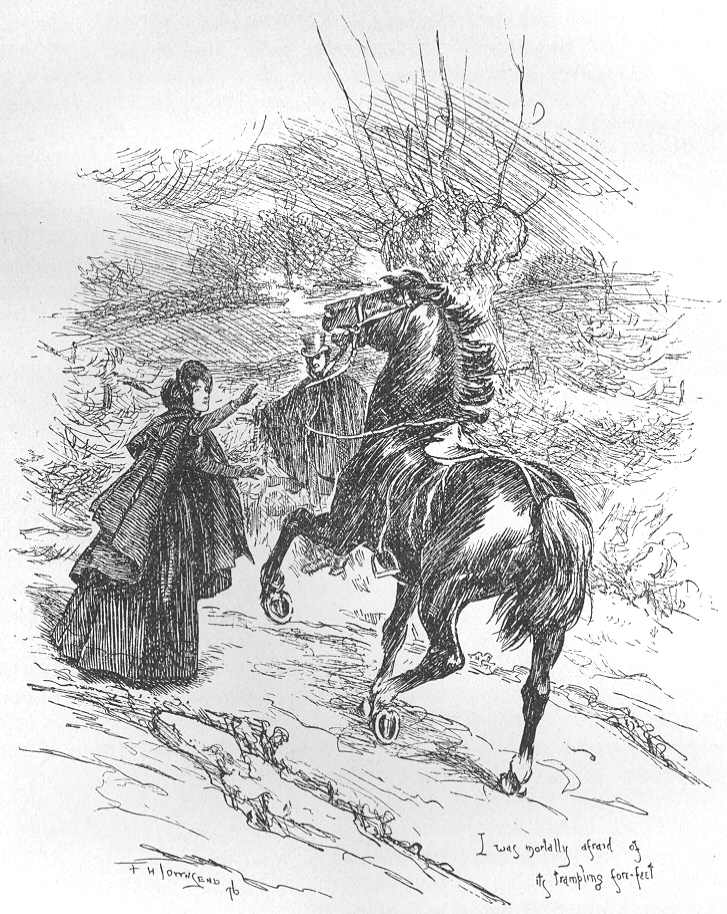
اسب در داستان جین ایر

این رمان درباره زندگی دختری به نام جین است که در کودکی مادر و پدر خود را از دست می‌دهد و پس از ناملایماتی که از بستگان نزدیکش می‌بیند، به پرورشگاه سپرده می‌شود و در محیط خشک و خشن پرورشگاه بزرگ می‌شود. او سپس با سمت معلمی به خانه‌ای اشرافی می‌رود، ارباب خانه آقای روچستر به تدریج به او علاقه‌مند می‌شود ولی جین می‌فهمد که او قبلاً ازدواج کرده و همسر او که حالا دیوانه است، در طبقه بالا همان خانه زندگی می‌کند. جین که دل‌شکسته می‌شود، از خانه می‌گریزد و کشیشی با خواهرانش او را بی‌هوش می‌یابند و از او نگهداری می‌کنند. کشیش کم‌کم به جین علاقه‌مند می‌شود ولی شبی جین در ذهن خود صدای روچستر را می‌شنود، سپس به دنبال او می‌رود و می‌فهمد که همسر دیوانه روچستر خانه را آتش زده و روچستر در حال نجات دادن او بینایی خویش را از دست داده‌است. سرانجام جین نزد روچستر می‌رود و با وی ازدواج می‌کند و پس از مدتی بینایی روچستر بازمی‌گردد و آنان صاحب یک پسر می‌شوند.

## شخصیت‌ها
- جین ایر
- ادوارد روچستر
- برتا میسون
- سارا رید
- جان رید
- الیزا رید
- جورجیانا رید
- بسی لی
- خانم مارتا ابوت
- آقای لوید
- آقای بروکلهورست
- خانم ماریا تمپل
- خانم اسکاچرد
- هلن برنز
- خانم آلیس فرفکس
- آدل وارنس
- گریس پول‌
- لیا
- بلانچ اینگرام
- ریچارد میسون
- رابرت لیون
- دیانا ریورز
- مری ریورز
- سنت جان ایر ریورز
- روزاموند الیور
- آقای الیور

## اقتباس‌های سینمایی
از جین ایر نسخه‌های متعددی فیلم ساخته شده‌است؛ از جمله
- جین ایر (فیلم ۱۹۳۴) به کارگردانی کریستی کابان
- جین ایر (فیلم ۱۹۴۳) به کارگردانی رابرت استیونسون
- جین ایر (فیلم ۱۹۷۰) به کارگردانی دلبرت من
- جین ایر (فیلم ۱۹۹۶) به کارگردانی فرانکو زفیرلی
- جین ایر (فیلم ۱۹۹۷) به کارگردانی رابرت یانگ
- جین ایر (فیلم ۲۰۱۱) به کارگردانی کری فوکوناگا